# Chung kết Cúp FA 1956
Chung kết Cúp FA 1956 là trận chung kết cúp FA giữa Manchester City và Birmingham City. Đây là trận tái đấu của chung kết 1931, và kết thúc với tỷ số 3–1 nghiêng về Man City.

## Chi tiết
| Manchester City                      | 3–1         | Birmingham City |
| ------------------------------------ | ----------- | --------------- |
| Hayes 3' · Johnstone 62' · Dyson 64' | [ 1 ] [ 2 ] | Kinsey 15'      |

| Manchester City: | Manchester City: | Manchester City: |                                 |                                 |                                 | Birmingham City: | Birmingham City: | Birmingham City: |
| ---------------- | ---------------- | ---------------- | ------------------------------- | ------------------------------- | ------------------------------- | ---------------- | ---------------- | ---------------- |
| Thủ môn          | 01               | Bert Trautmann   |                                 | [ 3 ]                           |                                 | Thủ môn          | 01               | Gil Merrick      |
| Hậu vệ           | 02               | Bill Leivers     | Hậu vệ                          | [ 3 ]                           | 02                              | Jeff Hall        |                  |                  |
| Hậu vệ           | 03               | Roy Little       | Hậu vệ                          | [ 3 ]                           | 03                              | Ken Green        |                  |                  |
| Tiền vệ          | 04               | Ken Barnes       | Tiền vệ                         | [ 3 ]                           | 04                              | Johnny Newman    |                  |                  |
| Tiền vệ          | 05               | Dave Ewing       | Tiền vệ                         | [ 3 ]                           | 05                              | Trevor Smith     |                  |                  |
| Tiền vệ          | 06               | Roy Paul         | Tiền vệ                         | [ 3 ]                           | 06                              | Len Boyd         |                  |                  |
| Tiền đạo         | 07               | Bobby Johnstone  | Tiền đạo                        | [ 3 ]                           | 07                              | Gordon Astall    |                  |                  |
| Tiền đạo         | 08               | Joe Hayes        | Luật chơi:                      | Luật chơi:                      | Luật chơi:                      | Tiền đạo         | 08               | Noel Kinsey      |
| Tiền đạo         | 09               | Don Revie        | 90 phút thi đấu chính thức.     | 90 phút thi đấu chính thức.     | 90 phút thi đấu chính thức.     | Tiền đạo         | 09               | Eddy Brown       |
| Tiền đạo         | 10               | Jack Dyson       | 30 phút hiệp phụ nếu tỷ số hòa. | 30 phút hiệp phụ nếu tỷ số hòa. | 30 phút hiệp phụ nếu tỷ số hòa. | Tiền đạo         | 10               | Peter Murphy     |
| Tiền đạo         | 11               | Roy Clarke       | Bắt đầu lại nếu tỷ số vẫn hòa.  | Bắt đầu lại nếu tỷ số vẫn hòa.  | Bắt đầu lại nếu tỷ số vẫn hòa.  | Tiền đạo         | 11               | Alex Govan       |
|                  |                  |                  | Không được thay người.          |                                 |                                 |                  |                  |                  |
| Huấn luyện viên  |                  | Les McDowall     |                                 |                                 |                                 | Huấn luyện viên  |                  | Arthur Turner    |